# Martin Garrix
Martijn Gerard Garritsen (művésznevén: Martin Garrix) (Amstelveen, Hollandia, 1996. május 14. –) holland lemezlovas, zenei producer, 2016-ban a DJ Magazine Top 100-as listáján az első helyezett DJ.
Magyarországon is fellépett már, többek között a Club Playben, Balaton Soundon, illetve a Szigeten és a VOLT Fesztiválon is.

## Karrier
Martin 2012-ben bukkant fel az elektronikus zenei iparban, Julian Jordannel közösen készített "BFAM" című számmal. Még ebben az évben aláírt a Spinnin Records-hoz. A kiadó által elsőként kiadott száma az "Error 404" címet viselte.
Az igazi áttörést számára azonban a 2013-ban bemutatott "Animals" című száma hozta meg, ami az európai slágerlistákon komoly sikerrel szerepelt, a Billboard Hot 100, 2014. április 26-i listáján pedig a 21. helyet érte el.
2016-ban alapította meg saját lemezkiadóját a STMPD Records-ot. Ugyanebben az évben a DJ Magazine (DJmag) közönségszavazásán a Top100 DJ ranglistán az első helyet érte el, és egyben a legfiatalabb lemezlovas aki valaha is az első helyezett lett.
Ismertebb számai közé tartozik az Usher-rel 2015-ben közösen készített "Don't Look Down" és az abban az évben készített "Bouncybob", illetve a 2016-ban kiadott, Bebe Rexha-val közösen készített, "In The Name Of Love", amely 2016. október 29-én a 39. helyen állt a Billboard Hot 100 listán.

## Fordítás
Ez a szócikk részben vagy egészben  a   Martin Garrix című angol Wikipédia-szócikk ezen változatának fordításán alapul.  Az eredeti cikk szerkesztőit annak laptörténete sorolja fel. Ez a jelzés csupán a megfogalmazás eredetét és a szerzői jogokat jelzi, nem szolgál a cikkben szereplő információk forrásmegjelöléseként.